# Priamo della Quercia

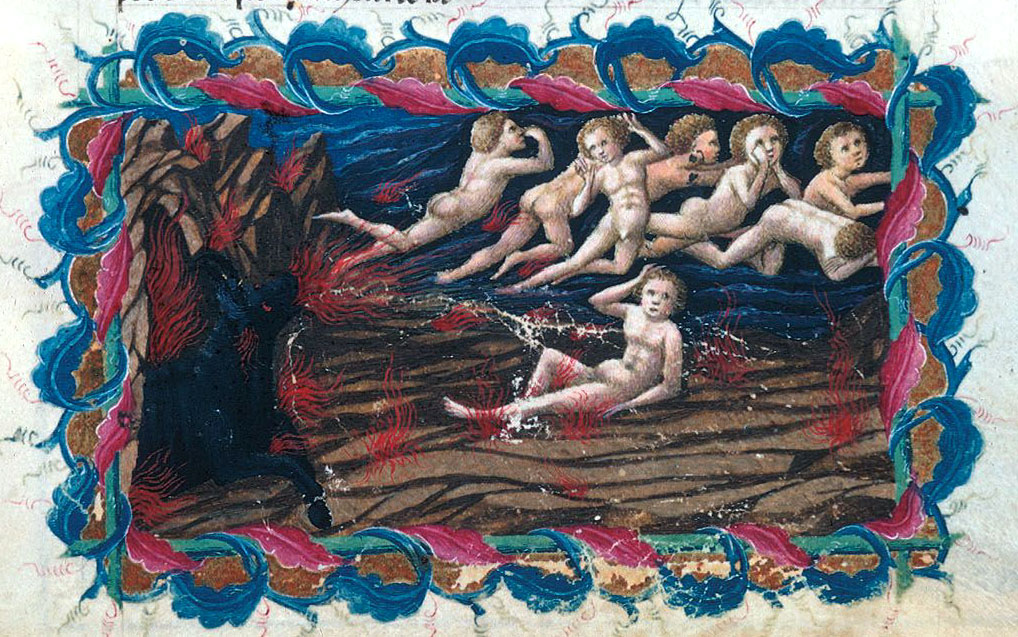
Miniatura dell'Inferno di Dante, British Library, Londra

Priamo della Quercia (Siena, 30 novembre 1400 circa – Siena, 1467) è stato un pittore e miniatore italiano del primo Rinascimento.

## Biografia
Fratello del celebre scultore Jacopo della Quercia, poté essere originario di Quercegrossa, come lasciò intuire Vasari, o potrebbe derivare il suo nome familiare da un'antenata "guercia", cioè strabica.
Nei primi lavori denotò uno stile ancora ben radicato sull'esperienza tardo gotica. A differenza di suo fratello egli non può essere considerato un innovatore, anzi copiò spesso da altri pittori come Domenico di Bartolo.
Della sua vita non si hanno molte informazioni e sono scarse le sue opere chiaramente documentabili, tra le quali spiccano due polittici presso l'ospedale di Santa Maria della Scala a Siena. Nello stesso ospedale realizzò uno dei grandi affreschi del pellegrinaio, forse la sua opera più nota, l'Investitura del rettore dell'Ospedale (1442)

## Opere principali
- Investitura del rettore dell'Ospedale, 1442, Pellegrinaio di Santa Maria della Scala, Siena
- Gargano e il toro, Museo nazionale di Villa Guinigi, Lucca
- Madonna con bambino tra angeli adoranti, Metropolitan Museum, New York
- Miniature della Divina Commedia (Inferno e Purgatorio), British Library, Londra